# Bioetika
Bioetika (grč. bios = život, ethos = ponašanje) je disciplina koja proučava ljudsko djelovanje u odnosu na sav život, uključujući samoga sebe. 
Relativno je mlada znanstvena disciplina, bavi se starim čovjekovim dilemama i novim pitanjima koja, prije svega, otvaraju znanstvena otkrića i primjene nove tehnologije.
To je interdisciplinarno i pluriperspektivno razmišljanje o temama ljudskog zdravlja, smrti, života, okoliša, odnosa prema ne-ljudskim životinjama, razvoja znanosti, politike i ekonomije u kontekstu života i okoliša i drugo. Naziv je prvi upotrijebio njemački filozof, učitelj i pastor Fritz Jahr 1926. godine u članku „Wissenschaft vom Leben und Sittenlehre“ („Znanost o životu i nauka o ćudoređu“) gdje je bioetiku koncipirao kao etičku odgovornost prema životu u cjelini te formulirao, po uzoru na Kanta, bioetički imperativ: "Poštuj svako živo biće u načelu kao svrhu u sebi i po mogućnosti postupaj s njim kao takvim!". Termin je proširio u upotrebi američki kancerolog Van Rensselaer Potter 1970. godine.
Bioetičke metode su raznolike. Obuhvaćaju područja filozofije, znanosti, teologije, umjetnosti, politike, subjektivnog iskustva i drugo.
Neke od bioetičkih tema su:
- nastanak i rađanje čovjeka (umjetna oplodnja, kontracepcija, sterilizacija),
- genetika (genom, kloniranje, matične stanice),
- pitanja ljudskog embrija (pobačaj, prenatalna dijagnostika, ekperimenti nad embrijima),
- starost (eutanazija, palijativna medicina, bol)
- smrt (samoubojstvo, smrtna kazna, obrana u ratu, ubojstvo)
- odnos prema okolišu, prava životinja

Personalistička bioetika proučava pojam osobe s filozofsko-teološkog gledišta, prava, zaštitu i dostojanstvo ljudske osobe.
Papa Ivan Pavao II. katoličku bioetiku predstavio je u enciklici Evangelium Vitae.